# Bonner Rechtsjournal
Das Bonner Rechtsjournal (BRJ) ist eine im Jahre 2007 an der Rechts- und Staatswissenschaftlichen Fakultät der Universität Bonn gegründete juristische Fachzeitschrift in studentischer Verantwortung.

## Allgemeines
Das BRJ versteht sich als Wissenschaftszeitschrift mit Fakultätsbezug. Es bietet neben Hochschullehrern und Praktikern Studenten und Doktoranden die Möglichkeit zur Publikation aktueller wissenschaftlicher Beiträge, insbesondere guter Klausuren oder Seminar- und Hausarbeiten.
Jede Ausgabe ist in verschiedene Rubriken gegliedert: Interview, wissenschaftliche Aufsätze, Studium inklusive Buchrezensionen und Fakultät.
Zur Finanzierung diente zunächst ein Zuschuss aus Mitteln der Studiengebühren. Seit der Abschaffung der Studiengebühren in Nordrhein-Westfalen wird das Journal durch Verkaufserlöse und Mittel des Fachbereiches weiter getragen. Die Redaktion arbeitet ehrenamtlich.

## Wissenschaftlicher Beirat
Unterstützt wird die Redaktion von einem wissenschaftlichen Beirat aus Professoren der rechtswissenschaftlichen Fakultät. 

## Erscheinen
Das Bonner Rechtsjournal erscheint zweimal jährlich in gedruckter Form mit einer Auflage von 1000 Stück und kann in mehreren Buchhandlungen sowie im Internet erworben werden. Alle jährlich erscheinenden Sonderausgaben sowie die Mehrzahl der veröffentlichten Artikel können auch kostenfrei auf der BRJ-Internetseite abgerufen werden.